# 샤이크 압두르 라만
샤이크 압두르 라만(벵골어: শায়খ আবদুর রহমান, 영어: Shaykh Abdur Rahman, 생년 미상 ~ 2007년 3월 30일)은 방글라데시의 이슬람주의자이다.
사우디아라비아에서 이슬람교의 율법인 피끄흐, 샤리아 교육을 받았다. 방글라데시의 이슬람주의 정당인 방글라데시 이슬람회(Jamaat-e-Islami Bangladesh)의 세속주의 노선, 이슬람교의 가치에 대한 신성 모독 행위에 대한 불만을 가졌으며 이슬람주의 무장 조직인 방글라데시의 깨어난 무슬림 연합(Jagrata Muslim Janata Bangladesh)을 설립했다.
2005년 8월 17일 방글라데시에서 일어난 연쇄 폭탄 테러 사건에 가담했으며 2006년 3월 2일 방글라데시 경찰 산하 대테러 조직인 신속 대응 대대에 의해 체포되었다. 2007년 3월 30일에 방글라데시의 깨어난 무슬림 연합 조직원 5명들과 함께 처형되었다.